# 舒氏樸麗魚
舒氏樸麗魚，為輻鰭魚綱鱸形目隆頭魚亞目慈鯛科的其中一種，分布於非洲愛德華湖及喬治湖流域，體長可達12.5公分，棲息在沙泥底質水域，生活習性不明。

## 擴展閱讀
維基物種上的相關：舒氏樸麗魚